# Tuberkulózní meningitida
Tuberkulózní meningitida neboli tuberkulózní zánět mozkových blan je zánět mozkových blan způsobený bakterií Mycobacterium tuberculosis (Kochův bacil). Jde o hnisavý zánět měkkých mozkových plen, který se projevuje bolestmi hlavy, malátností, únavou, mírně zvýšenou teplotou, někdy také zvracením. Nemocný může být i zmatený, mít halucinace, anebo úzkostné stavy.
V dnešní době se jedná o poměrně vzácné onemocnění, které se vyskytuje převážně u starších a starých lidí, může však napadnout i děti v prvním roce jejich života. Častější výskyt této choroby bývá u pacientů v zemích s endemickou tuberkulózou, lze se s ní však setkat i u osob s imunitními problémy, jako je AIDS.